# Rundfunkdatenschutzbeauftragter
Rundfunkdatenschutzbeauftragte sind die zuständigen datenschutzrechtlichen Aufsichtsbehörden nach Art. 51 EU-DSGVO (früher: Kontrollstellen nach Art. 28 Richtlinie 95/46/EG) für die öffentlich-rechtlichen Rundfunkanstalten in Deutschland. Weitgehend außerhalb der öffentlichen Wahrnehmung veröffentlichen sie inzwischen alle einen Tätigkeitsbericht, was nach Art. 59 EU-DSGVO jährlich zu erfolgen hat.

## Datenschutzrechtliche Kontrollstruktur
Bei der datenschutzrechtlichen Kontrolle in Deutschland sind zunächst zwei Ebenen zu unterscheiden:
Zum einen gibt es die hoheitlich tätigen Datenschutzinstitutionen (Aufsichtsbehörden nach Art. 51 EU-DSGVO). Dies sind zum Beispiel die Landesdatenschutzbeauftragten, der/die Bundesdatenschutzbeauftragte oder die kirchlichen Datenschützer. Hierunter fallen aber auch als sektorale Aufsichtsbehörden (vgl. § 18 BDSGneu) die Rundfunkdatenschutzbeauftragten der öffentlich-rechtlichen Sender.
Zum anderen müssen sog. nicht-öffentliche, also privatwirtschaftliche Stellen, größtenteils aber auch öffentliche Stellen und Behörden noch zur internen Überwachung einen „betrieblichen und behördlichen Datenschutzbeauftragten“ bestellen. Dies ergibt sich aus Art. 37 EU-DSGVO (sowie den ergänzenden Regelungen im neuen BDSG).

## Grund für die Bestellung
Die Institution des Rundfunkdatenschutzbeauftragten haben die Landesgesetzgeber aufgrund der Staatsferne und verfassungsrechtlichen besonderen Stellung der öffentlich-rechtlichen Rundfunkanstalten geschaffen. Dies entspricht im Übrigen auch den europarechtlichen Vorgaben, da Art. 85 EU-DSGVO Ausnahmen fordert, und bereits nach der Rechtsauffassung des EuGH im Lindqvist-Urteil ist der Ausgleich zwischen den Grundrechten auf Meinungsfreiheit und Datenschutz eine nationale Aufgabe.

## Aufgaben
Die jeweiligen konkreten Aufgaben und der Umfang der Kontrollkompetenzen der Rundfunkdatenschutzbeauftragten sind landesrechtlich unterschiedlich geregelt. Für den SWR gelten über § 39 SWR-Staatsvertrag die Regelungen in § 27 LDSG BW (Gesetz vom 12. Juni 2018, GBl. 2018, S. 173, 183). Wie in Baden-Württemberg hat die überwiegende Anzahl der Landesgesetzgeber die verfassungsrechtlichen und europarechtlichen Vorgaben umgesetzt. Für den HR, RBB und RB bestehen aber die nicht gerechtfertigte Besonderheit, dass dort die Landesdatenschutzbeauftragten als staatliche Fremdkontrollorgane in die Rundfunkanstalten hineinwirken können, und zwar insbesondere in dem für Rundfunkanstalten existenziellen und auch verfassungsrechtlich besonders sensiblen und geschützten Bereich der Rundfunkfinanzierung. Durch den 21. Rundfunkänderungsstaatsvertrag sind inzwischen auch die materiellen Regelungen zum Medienprivileg in § 9c Rundfunkstaatsvertrag vereinheitlicht worden (vgl. GBl. BW 2018, S. 129 ff.). Notwendig ist „ein völlig eigenständiges Kontrollorgan, das jegliche Gefahr der Beeinträchtigung der publizistischen Tätigkeit der Rundfunkanstalten von vornherein ausschließt“.
Wie für alle Aufsichtsbehörden im Sinne von Art. 51 DSGVO wurde durch dieses „europäische Gesetz“ die Unabhängigkeit und Weisungsfreiheit gestärkt, die Aufgaben in Art. 57 DSGVO erweitert und die hoheitlichen Befugnisse (Art. 58 DSGVO) einschließlich des Erlasses von Bußgeldbescheiden (nach Art. 83 DSGVO) massiv erweitert.
Um die Zusammenarbeit der Rundfunkbeauftragten für den Datenschutz zu gewährleisten, wurde die Rundfunkdatenschutzkonferenz (RDSK) gegründet, die beispielsweise im Dezember 2019 ein Positionspapier zum IP-Autostart bei der Nutzung von HbbTV (Hybrid BroadcastBroadband TV) veröffentlicht hat.

## Medienrechtlicher Hintergrund nach Erlass der EU-DSGVO
Das in der EU-Grundrechte-Charta in Art. 8 Abs. 1 enthaltene Recht einer jeden Person „auf Schutz der sie betreffenden personenbezogenen Daten“ wurde durch die seit Mai 2018 geltende EU Datenschutz-Grundverordnung europaweit mit Gesetzeskraft geregelt. Technische Entwicklungen vom Computer bis zum Internet dürfen nicht zur Beeinträchtigung des Einzelnen führen. Datenschutz ist Schutz des Persönlichkeitsrechts eines jeden Einzelnen. Auf der anderen Seite stehen die für eine Gesellschaft unerlässlichen Schutzgüter wie Sicherheit, wirtschaftliche Freiheit und eine funktionierende Medienordnung. Demokratie lebt vom (geordneten) Austausch der Meinungen und erfordert Pressefreiheit sowie die Freiheit der Berichterstattung insbesondere von Massenmedien wie den Rundfunk, also Hörfunk und Fernsehen.
Der Ausgleich zwischen den Rechten eines jeden Einzelnen (z. B. auf Datenschutz) mit dem Recht der Allgemeinheit bzw. Gesellschaft wird auch von der DSGVO thematisiert: Art. 85 DSGVO fordert die Mitgliedstaaten auf „das Recht auf freie Meinungsäußerung und Informationsfreiheit, einschließlich der Verarbeitung zu journalistischen Zwecken“ mit dem „Recht auf Schutz personenbezogener Daten“ in Einklang zu bringen. Es mag dahinstehen, ob der europäische Gesetzgeber überhaupt die Gesetzgebungsbefugnis im Bereich der Kulturhoheit hat,  jedenfalls sind es in Deutschland die Bundesländer, welche den Regelungsauftrag des Art. 85 DSGVO umsetzen müssen. Die konkrete Ausführung bleibt ihnen überlassen. Im neuen, seit Ende 2020 geltenden, Medienstaatsvertrag (MStV) haben die Bundesländer in den §§ 12 und 23 MStV datenschutzrechtliche Regelungen im Medienbereich getroffen, insbesondere für die journalistische Datenverarbeitung und die Telemedien („Medienprivileg“). Dabei wird aufgrund Art. 85 DSGVO nur partiell auf einzelne Regelungen der DSGVO verwiesen. Denn für die Europäische Union gibt es „keine ausdrückliche Kompetenz für die Presse- und Medienregulierung“.
Für die Zulässigkeit der Verarbeitung außerhalb des Medienprivilegs gelten die allgemeinen Regelungen der DSGVO. Diese werden im Bereich des öffentlich-rechtlichen Rundfunks ergänzt durch die Vorschriften zum Beschäftigtendatenschutz (§ 15 LDSG BW: Datenverarbeitung bei Dienst- und Arbeitsverhältnissen) sowie im Bereich der Erhebung und des Einzugs des öffentlich-rechtlichen Rundfunkbeitrags durch den Rundfunkbeitrags-Staatsvertrag (RBStV).
Im Hinblick auf die datenschutzrechtliche Kontrolle durch unabhängige Aufsichtsbehörden gelten im Medienbereich die allgemeinen Regelungen (Art. 51 bis 59 DSGVO), allerdings mit der Modifikation durch Art. 85 DSGVO und ergänzt durch Normierungen sowohl im (neuen) BDSG (insbesondere § 17 und § 18 BDSG), als auch in den landesgesetzlichen Regelungen (wie dem SWR-Staatsvertrag) bzw. dem Landesdatenschutzgesetz (z. B. § 27 LDSG BW).